# Maglajani
Maglajani (cyr. Маглајани) – wieś w Bośni i Hercegowinie, w Republice Serbskiej, w gminie Laktaši. W 2013 roku liczyła 1596 mieszkańców.